# Joyce K. Reynolds
Joyce K. Reynolds   (8 de març de 1952 - 28 de desembre de 2015) va ser una informàtica teòrica estatunidenca.
Va obtenir un títol i un màster en arts a la Universitat del sud de Califòrnia. Al 1979 es va incorporar a l'Information Sciences Institute (ISI) de la mateixa universitat. Va ser molt activa en el desenvolupament de protocols necessaris per Internet. És autora o coautora de 95 RFCs, els més coneguts els que especifiquen Telnet, FTP i el protocol POP.
Va formar part de l'equip editorial dels RFCs des del 1987 fins al 2006, i va fer funcions executives a IANA juntament amb Jon Postel fins que va aquesta funció es va assignar a l'ICANN, on va treballar en el mateix rol fins al 2001 mentre encara pertanyia al ISI.
Com a directora de l'àrea de Servei a usuaris, era membre del Internet Exploring Seteering Group del IETF des del 1990 fins al 1998.
Va rebre el premi Postel el 2006 juntament amb Bob Braden en reconeixement dels seus serveis per dissenyar l'Internet.
El RFC1336 Who's Who in the Internet (1992) menciona la seva biografia.
Va morir el 28 de desembre de 2015 per complicacions d'un càncer.